# Konstantin Stepanowitsch Jelissejew

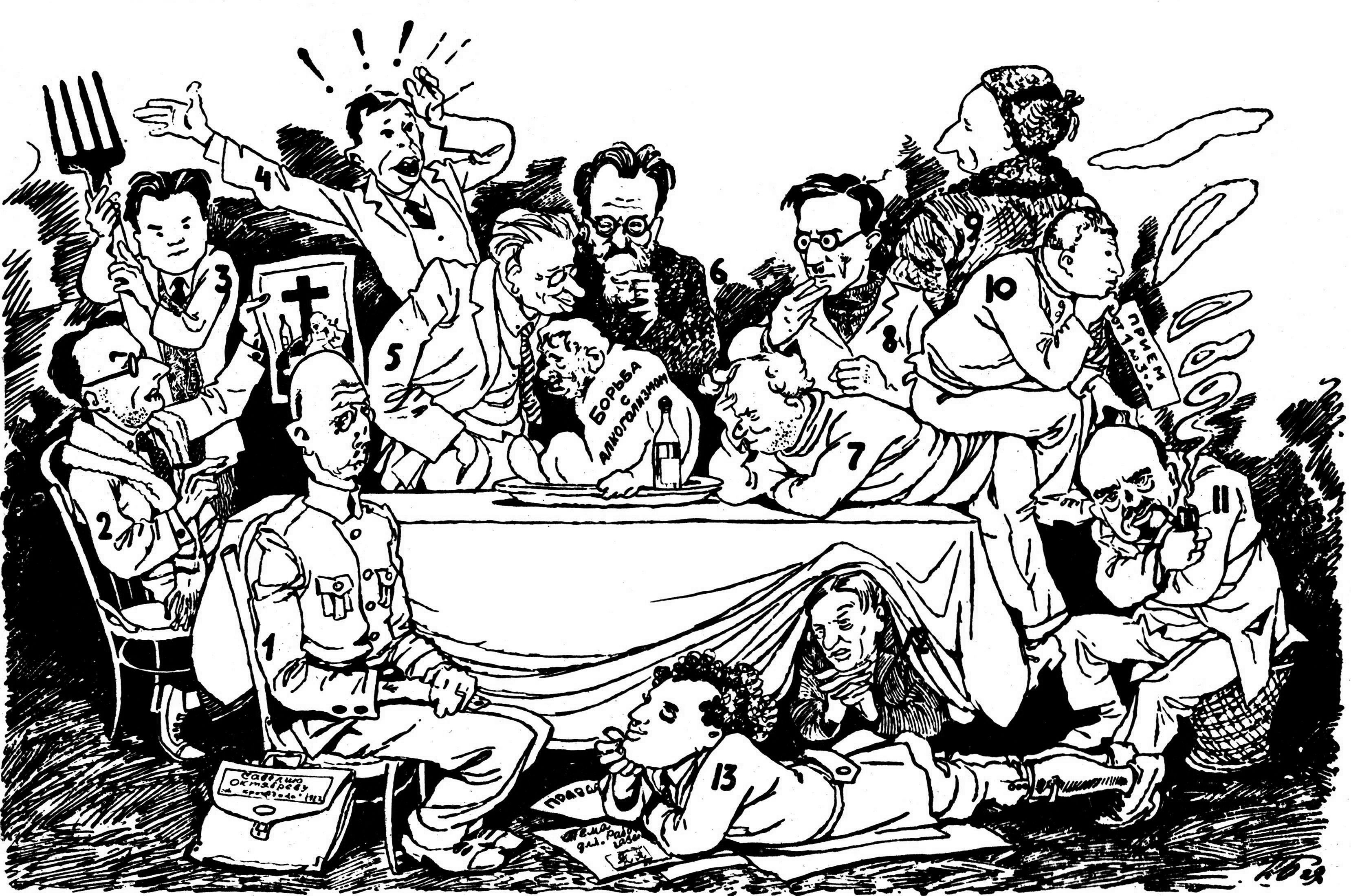
Jelissejew in der Redaktion Krokodil (1929)

Konstantin Stepanowitsch Jelissejew (russisch Константи́н Степа́нович Елисе́ев; geboren 13. März 1890 in Sankt Petersburg, Russisches Kaiserreich; gestorben 10. Juli 1968 in Moskau) war ein russisch-sowjetischer Grafiker.

## Leben
Jelissejew war Autor von satirischen Zeichnungen für Zeitungen und Zeitschriften. Ab Beginn der 1920er-Jahre schuf er Karikaturen zu politischen und Alltagsproblemen. Zudem war er Buchillustrator, u. a. für die Serie Bibliothek des Krokodils. Während des Zweiten Weltkrieges zeichnete er Karikaturen für die Zeitschrift Front-Humor. Ab 1948 nahm er an Ausstellungen im In- und Ausland teil.